# Gyermekcipő
A gyerekcipők méretben és kialakításban különböznek a fiataloknak, valamint a felnőttek számára készített cipőktől. A nem megfelelően megválasztott cipő komoly problémákhoz vezethet a későbbiekben.
A cipőviselet hatással van a járásra, testtartásra és egyensúlyérzet kialakulására, ezért mezítlábas viselethez legközelebb álló cipőt érdemes első babacipőnek választani.
Az első gumitalpú cipővel a szakemberek egybehangzó véleménye meg kell várni az önálló járást. Amíg a gyermek csak föláll, vagy kapaszkodva lépeget, addig nincs szükség gyermekcipőre, elég egy vastagabb zokni is.
Amíg a gyermekek csak tanulják a járást, addig nem érdemes keményebb talpú cipőt adni rájuk, mivel mezítláb jobban tudnak egyensúlyozni. Csak a folyamatos, stabil, önálló járás elsajátítása indokolja az első merevebb cipő megvételét.
Először az első lépések utáni 6-8. héten ajánlott gyermekcipőt adni a babára. Előtte csak olyan cipő ajánlott, amely nagyon könnyű és rugalmas talppal rendelkezik (alig különbözik valamiben egy vastagabb zokninál, ezeket szokták kocsicipőnek, vagy mászócipőnek is nevezni).

## A kisgyermek lába
Babakorban a talp vastag zsírpárnával borított, lapos és még nem alakultak ki a láb boltozatai. A boltozat a járás folyamán alakul ki fokozatosan, ebben szerepet kapnak a láb izmai, amelyek a lábujjak mozgatásával erősödnek. A sarok helyzete lényeges, egy egészséges kisbaba sarka középállásban van az állás, illetve a járáskezdés során, a talp egész felületével érintkezik a talajjal. Előfordul, hogy a kezdeti időszakban a sarok befelé fordul, ezt azonban nem kell kezelni, természetes jelenség.
A megfelelő mozgásnak (járás, lábtorna stb.) és a helyes kialakítású gyerekcipőnek köszönhetően idővel kialakul a helyes sarokállás. A természetes mozgás és a jó cipő a felnőttkori elváltozások, helytelen lábtartás kiküszöbölése szempontjából elengedhetetlen.
A láb izmai, főleg a talpizmok fejlődéséhez elengedhetetlen, hogy a lábujjak mozgatása mellett a baba minél többet járjon mezítláb. Homokon, egy vastagabb szivacslapon, vagy puha füvön végezze a mozgást a gyermek, a lényeg, hogy önállóan fejlődjenek a talpizmok, és minél több inger érje a talpat.
A kisgyermekek lába puha és rugalmas, továbbá az érzőidegeik sem eléggé fejlettek. Éppen ezért figyelni kell, hogy mikor növik ki az éppen használatos gyerekcipőt, mert előfordul, hogy maguktól ezt nem jelzik. A kisgyerekek lába évente két cipőméretet nő, ezért javasolt 2-3 havonta ellenőrizni, hogy az éppen hordott cipő még jó-e a gyermek lábára.
A baba lába erősen izzad (kétszer olyan erősen, mint a felnőtteké), ezért a szakemberek véleménye szerint legalább két cipőt ajánlott párhuzamosan egy gyermeknek. A kétnaponta váltott cipőnek így biztosan van ideje kiszáradni, a nyirkos cipő ugyanis elősegíti a láb gombásodását, illetve a szemölcsök kialakulását.
A vélemények megoszlanak arról, hogy mennyire egészséges, ha a gyerek mezítláb jár. Előnyei mindenképpen vannak, fejleszti az izomzatot és a helyes lábtartás kialakulását , a környezeti körülmények sajátossága miatt azonban nem kerülhető meg a gyerekcipő használata. Az önálló járás elsajátítása után ismeretlen terepen - ahol előfordulhatnak olyan szennyeződések a földön, amik felsérthetik a kisgyerek talpát -, illetve kemény talajon mindenképp ajánlott a gyerekcipő használata.
Az Amerikai Ortopéd Orvosok Szövetsége szerint a puha talpú kiscipő jót tesz a gyermek lábának, a magyar orvosok viszont azt vallják, hogy csak egyenetlen talajon érdemes mezítláb, vagy ahhoz hasonló keménységű lábbeliben járatni a kisgyereket. A kemény talajon ugyanis szétterül a láb, a befelé forduló sarok miatt pedig bizonytalanná válik a járás. Ez hosszabb távon ortopédiai problémákhoz vezethet.

## A gyerekcipő felépítése
A kemény talp kerülendő, a megfelelő gyermekcipő talpa hajlékony és rugalmas. Fontos, hogy ne csússzon a talp.  Jó, ha a cipő orra széles, a keskenyedő orrú cipőben nem tudja a gyermek mozgatni a lábát. A kisgyerekek járás közben a nagylábujjukat is görbítik, mintha fognának valamit, vagy kapaszkodnának, ezért fontos, hogy elegendő hely legyen biztosítva a mozdulatsornak (a felnőtt cipőknél már nincs szükség erre a biztonsági térre).  A legjobb, ha fölülről nézve a gyerekcipő orra félkörívű, a sarokrész stabil, fontos, hogy a cipő tartsa a kisgyermek bokáját, de azért ne legyen túlságosan merev, tudja a gyerek mozgatni a lábát.  Anyagát tekintve a megfelelő gyerekcipő jól szellőzik, ezért gyakoriak a bőrből készült gyerekcipők.
A gyerekcipő lehet fűzős, vagy tépőzáras (ebben az esetben azonban fennáll a veszélye annak, hogy a gyermek elsajátítja a tépőzár használatát, és könnyen megszabadul a nem kívánt lábbelitől), de főleg a korai időszakban érdemes olyan gyerekcipőt választani, ami könnyen felhúzható a gyermek lábára.
A gyermekcipőben csak akkor van betét, ha ez orvosilag indokolt a láb esetleges elváltozásai miatt.

## Gyerekcipő méret választás
A helyes gyerekcipő méret választáshoz szükséges megmérnünk a gyermek lábát, és ismernünk kell a cipő belső talphossz méretét, vagy fel kell próbálni a cipőt.
- Amikor gyerekcipő vásárlásnál nincs velünk a gyermek, akkor mérjük le a talpát előre.

Álljon egy papírlapra, és rajzoljuk körbe a lábát. Mérjük meg a sarok és a leghosszabb lábujj közötti szakaszt, ez lesz az ő lábmérete cm-be kifejezve. A cipő akkor lesz megfelelő, ha ettől 0,5-0,7 cm-el nagyobb. Az erős lábú, széles és magas lábfejű gyerekeknek ennél egy kicsit nagyobb ráhagyás is szükséges lehet. Jó megoldás a hurkapálcás méretvétel is. Ebben az esetben , a leghosszabb lábujj és a sarok távolságának méretét egy hurkapálca segítségével rögzítjük. A méretre letört hurkapálca darabot vigyük magunkkal, és tegyük a cipőbe. Toljuk a cipő elejébe, és a hurkapálca vége, és a cipő sarka között figyeljük meg a távolságot. Ha van 0,5-0,7 cm szabad hely, akkor a cipő megfelelő méretű.
- Amikor a gyermek is velünk van cipő vásárláskor, kétféle módon ellenőrizhető a cipő megfelelő mérete.

1. hátrahúzzuk a gyerek sarkát a cipőben, és megtapintjuk, hogy a cipő orrában van e még egy ujjnyi szabad hely
2. teljesen kinyitjuk a cipőt, előre toljuk a gyerek lábát és megnézzük, befér e az ujjunk a gyerek sarka mögé.

## Szupinált cipő
Kifelé döntött talpú, vagyis szupináló cipőket adnak azoknak a gyermekeknek, akiknek a normálisnál jobban bedől a bokájuk. Átlagosan 5 milliméter különbség van a cipő belső és külső talpa között, a kéreg ezenkívül jól tartja a lábat. Léteznek szériában gyártott és csináltatott szupináló cipők. Utóbbira akkor van szükség, ha hátulról nézve 20 foknál jobban bedől a boka, ennek a belső oldalát is megerősítik.

## Első lépés cipő
Az első lépések megtétele nagyon fontos mérföldkő a kisgyerek, és a szülők életében. Fontos, hogy a járás kezdetekor már odafigyeljünk a gyerekcipő kiválasztására.
Az első lépés cipők a járni tanuló gyerekek anatómiai sajátosságai alapján kerültek kialakításra. Hajlékony talppal, rugalmasan a láb mozgását követő cipő felsőrésszel készült, sarkában enyhén merevített, egyenes talpbetéttel rendelkező lábbelik.
Lábujjaknál széles, elősegítve a babaláb megfelelő terülését, és a kapaszkodó mozgásnak is teret enged. Az első lépés cipő súlya mindig kicsi, vigyázva, hogy ne terhelje túl a baba lábát.
Az első lépés cipő használatát akkor kezdjük meg a gyermeknél, ha ő már a nap nagy részében önállóan, vagy segítséggel jár.